# Jérôme Nadal
Pour les articles homonymes, voir Nadal.
Jérôme Nadal (en espagnol : Jerónimo Nadal), né le 11 août 1507 à Palma de Majorque, dans les îles Baléares (Espagne), et mort le 3 avril 1580 à Rome, est un prêtre jésuite espagnol de la première génération des compagnons de Saint Ignace de Loyola. Très proche collaborateur du saint fondateur il fut envoyé 'expliquer' aux diverses communautés jésuites d'Europe le premier projet des Constitutions. Il est connu comme le « Théologien ignacien » pour avoir développé théologiquement les idées maîtresses de la spiritualité ignacienne.

## Éléments de biographie
Né à Palma de Majorque le 11 août 1507, Jérome est l’aîné des quatre enfants d'Antonio Nadal, avocat de profession, et de Maria Morey. Nadal fait d'excellentes études universitaires, d'abord à l'université d'Alcalá de Henares (1526), où il rencontre Ignace de Loyola pour la première fois. Il se tient cependant à distance car, à cette époque, Ignace a des ennuis avec les autorités ecclésiastiques.
En automne 1532, Nadal se trouve à l'université de Paris pour y poursuivre ses études. Il se sent attiré par le sacerdoce et, avec les mathématiques, se met à l'étude de la théologie. Au Quartier latin, il retrouve d'anciens condisciples d'Alcalá : Ignace de Loyola et un groupe d'amis dans le Seigneur, dont Pierre Favre, François Xavier, Diego Lainez et d'autres. Mais il refuse obstinément de se joindre à ces « illuminés » dont il se méfie. Il préfère, dit-il, l'Évangile à leurs « exercices », craignant « d'être entraîné hors de l'orthodoxie ».
Comme d'autres Espagnols, il doit quitter Paris pour des raisons politiques en 1536 et continue sa formation à l'université d'Avignon (alors enclave des États pontificaux). Il y acquiert une maîtrise remarquable de l'hébreu qui fait l'admiration de la communauté juive de la cité des papes. On lui propose d'en prendre la direction spirituelle et de devenir le grand rabbin d'Avignon, ce qui lui cause des ennuis.
En avril 1536, il est ordonné prêtre par l'évêque auxiliaire d'Avignon, Simon de Podio et, le 11 mai, il reçoit son diplôme de docteur en théologie.
Rentré dans son île natale et se disposant à une confortable carrière ecclésiastique, il se réveille d'un « profond sommeil » en lisant une copie de la fameuse lettre envoyée des Indes par saint François-Xavier aux clercs de Paris, apostrophant ceux qui, « surtout à l'université de Paris, ont plus de science que de volonté de se préparer à en tirer du fruit ». Il en est bouleversé. Il se renseigne et découvre qu'« Ignace est supérieur général ! Xavier est aux Indes ! Un ordre religieux, la « Compagnie de Jésus » est approuvé ! Quels développements stupéfiants ! Je vais me rendre à Rome y rencontrer Ignace et comprendre ce qui s'est passé. Et immédiatement. »
Il se rend donc à Rome et, à trente-huit ans, entre dans la Compagnie de Jésus. Ignace repère vite ses dons et fait de lui son homme de confiance : « In actione contemplativus » (« contemplatif dans l'action »), selon sa formule célèbre et le titre de son ouvrage.
Il est chargé de tâches importantes, notamment de la direction du collège de Messine en 1548, premier collège ouvert par les Jésuites.
Nadal voyage ensuite beaucoup pour faire connaitre aux compagnons jésuites d'Italie, d'Espagne et du Portugal les Constitutions de la Compagnie de Jésus. Il rapporte à saint Ignace les réactions reçues, qui sont incorporées dans le projet final du texte des Constitutions.
En 1554, Ignace, malade, le désigne Vicaire général de la Compagnie de Jésus. À la Congrégation générale de 1558 (qui élit Diego Laynez comme successeur d'Ignace), comme par la suite, il est souvent consulté comme étant celui qui, très proche collaborateur du saint fondateur, en exprime le mieux la pensée.
Jérôme Nadal meurt le 3 avril 1580 au noviciat San Andrea del Quirinale de Rome.

## Les images évangéliques

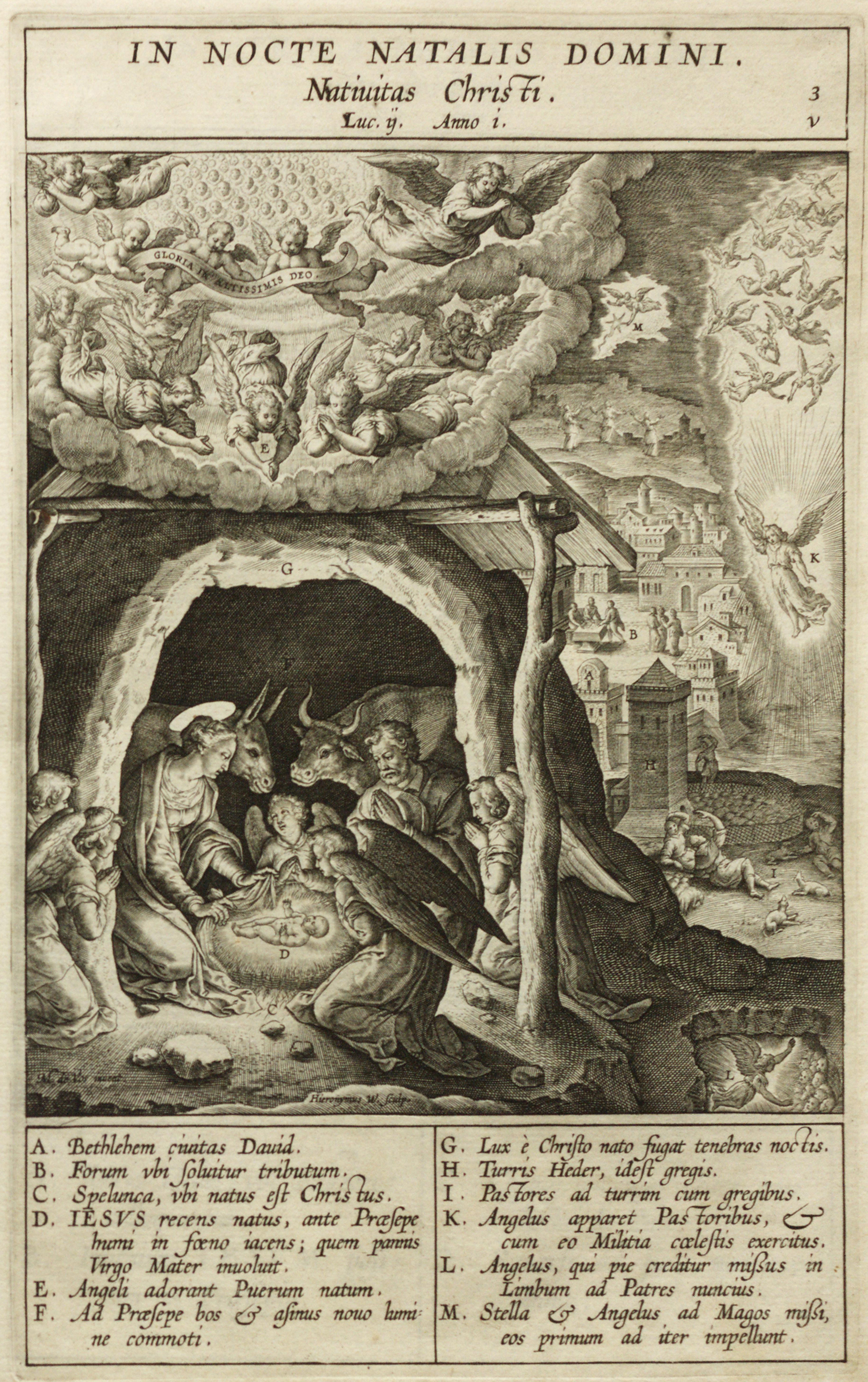
Evangelicae Historiae Imagines, 3 v

Peu de temps avant sa mort, Ignace de Loyola presse Jérôme Nadal de concevoir un guide illustré pour apprendre aux novices jésuites la méditation. Nadal entreprend ainsi de faire réaliser un recueil de gravures, Evangelicae Historiae Imagines.
Ce recueil (153 gravures au total) est publié à Anvers en 1593, soit plus de 10 ans après sa mort. C'est le recueil le plus ancien de ce type qui nous soit parvenu.
Jérôme Nadal commande les illustrations à plusieurs artistes, se réservant la rédaction des légendes. Celles-ci sont très originales : non seulement elles comportent le titre de la scène évangélique, mais également toute une série d'annotations qui expliquent par des renvois de lettres insérées dans l'image (A, B, C, etc.) telle ou telle partie de la scène représentée, ou plus exactement du lieu où elle se déroule (ce qui s'appelle la « composition de lieu » dans les Exercices spirituels).
Le recueil suit l'ordre des contemplations données par Ignace dans son livret des Exercices. Il en devient ainsi un complément. Il aide le retraitant à se plonger entièrement dans la scène qu'il contemple. Il s'y rend présent comme s'il y était.
En outre, ces dessins utilisent parfaitement l'art de la perspective, alors révolutionnaire à l'époque. Jérôme Nadal veut ainsi rendre l'Évangile plus vibrant et plus séduisant.